# Maya Burhanpurkar
Maya Burhanpurkar (Orillia, Ontario; 14 de febrero de 1999) es una investigadora canadiense.

## Trayectoria
Burhanpurkar nació en Orillia y completó la escuela secundaria en 2016 en Barrie North Collegiate Institute.
A los 10 años, Burhanpurkar construyó un laboratorio de microbiología en el sótano de su casa para realizar experimentos científicos después de trabajar como voluntaria en un hospital en India. Dos años más tarde, desarrolló un antibiótico inteligente que mata selectivamente bacterias patógenas como escherichia coli pero preserva la microbiota intestinal.
Cuando tenía 13 años, recibió el premio Platinum en la Feria de Ciencias de Canadá por su trabajo sobre la seguridad cardíaca y gastrointestinal de dos medicamentos para la enfermedad de Alzheimer. Burhanpurkar obtuvo la inspiración para estudiar la seguridad de los medicamentos contra la enfermedad de Alzheimer tras la muerte de su abuelo por la enfermedad de Alzheimer.
A los 14 años, Burhanpurkar realizó una investigación en física fundamental por la que nuevamente fue galardonada con el premio Platinum en la feria de ciencia de Canadá. Hizo la primera detección física del concepto de absentismo con un equipo en el laboratorio de Steve Mann, compitió en la Feria Internacional de Ingeniería y Ciencia de Intel, y fue seleccionada como finalista regional para la Feria de Ciencias de Google 2013.
Ingresó en la Universidad de Harvard en 2017. Ese mismo año, presentó su artículo de investigación sobre una tecnología de autoconducción de bajo coste para sillas de ruedas eléctricas, en la Conferencia Internacional sobre Robótica de Rehabilitación del IEEE.
Rodó un documental sobre los efectos del calentamiento global en las comunidades inuit con Chris Hadfield y Margaret Atwood después de una expedición al Ártico que recibió el premio internacional Gloria Barron.

## Reconocimientos
En 2013, Burhanpurkar fue incluida en el Top 20 de los menores de 20 años de Canadá. Recibió la Medalla del Jubileo de Diamante de la Reina Isabel II (2012) y fue la Ciudadana Juvenil del Año de Ontario (2010).